# Bořek Zeman

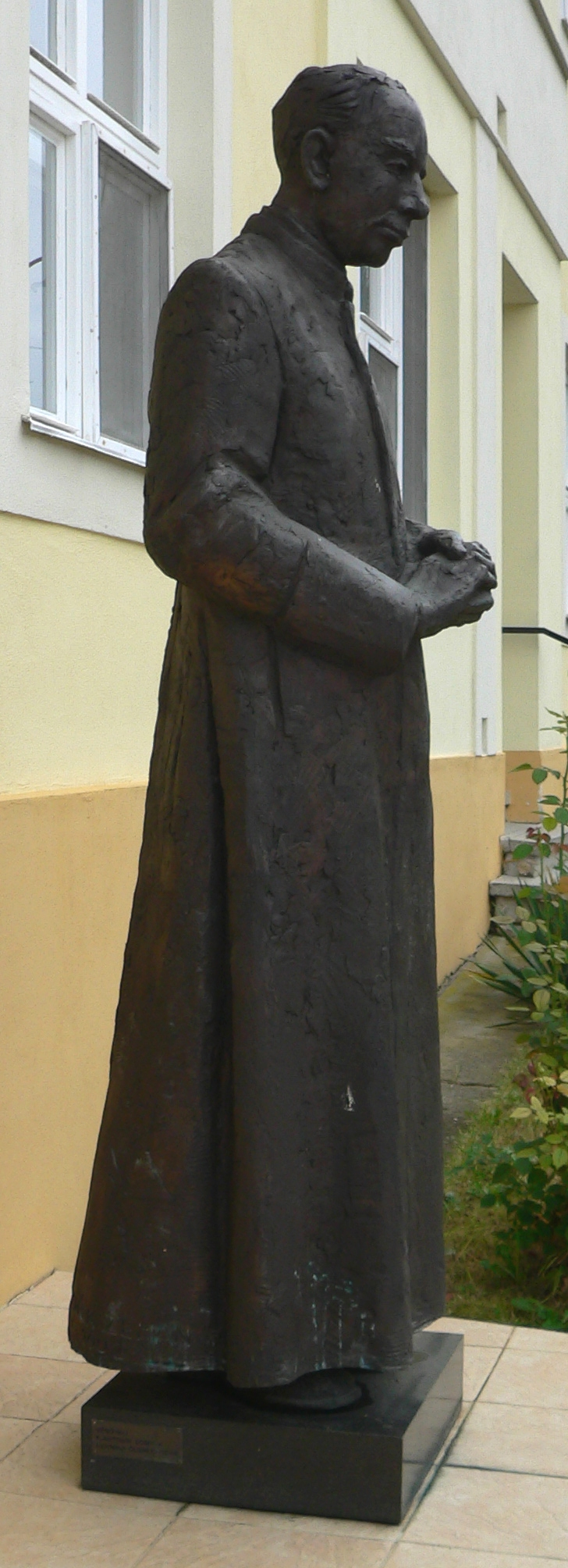
Bronzová socha Páter Šuránek před pastoračním centrem v Ostrožské Lhotě, výška: 200 cm

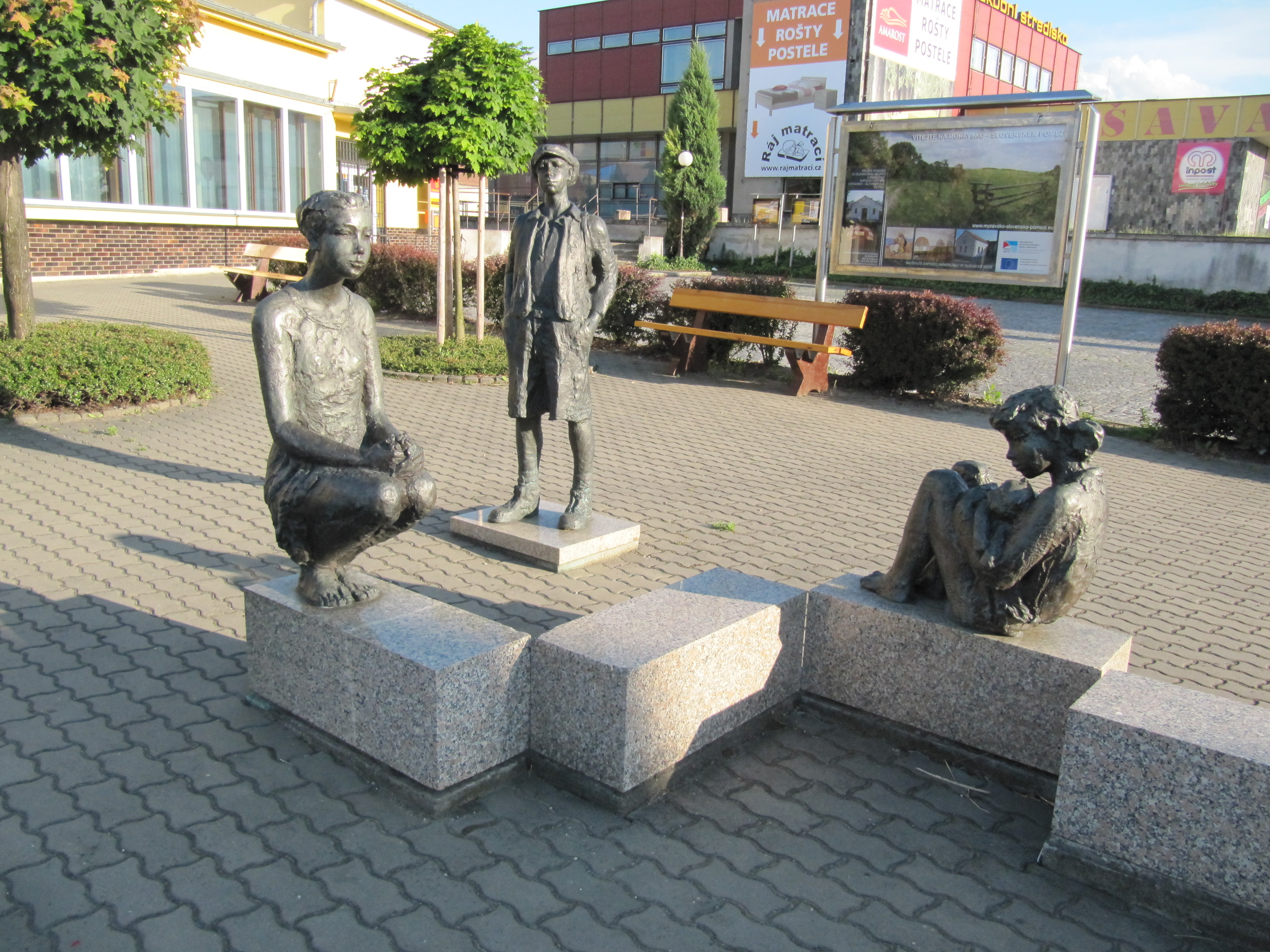
Bronzové sochy na náměstí v Kunovicích: sousoší Povídání z roku 1996 (instalováno v roce 1997), délka 150-250 cm; socha Školák z roku 1993 (instalováno v roce 2004), výška: 160 cm

Bořek Zeman (12. února 1950, Fulnek – 30. května 2014, Brno) byl český malíř, sochař, medailér a pedagog. Vytvářel sochy medaile, reliéfy, věnoval se malování obrazů, grafice, ilustroval knihy.

## Život
Vystudoval gymnázium v Rýmařově, v roce 1971 absolvoval Střední uměleckoprůmyslovou školu v Uherském Hradišti obor kamenosochařství a roku 1976 dokončil studium sochařství na AVU v Praze. První samostatnou výstavu uspořádal v roce 1979 v Brně v galerii Josefa Krále. Od roku 1983 působil v Uměleckém studiu Praha. Vyučoval kresbu a modelování na fakultě multimediálních studií Univerzity Tomáše Bati ve Zlíně.